# نیکولاس دی‌اویرو
نیکولاس دی‌اویرو (ایتالیایی: Nicholas DiOrio; ۴ فوریهٔ ۱۹۲۱ – ۱۱ سپتامبر ۲۰۰۳) بازیکن فوتبال ایتالیایی‌تبار اهل ایالات متحده آمریکا بود.